# L'Aigle et le Vautour (mini-série)
Pour les articles homonymes, voir L'Aigle et le Vautour.
L'Aigle et le Vautour (Once an Eagle) est une mini-série américaine en neuf épisodes de 52 minutes réalisée par Richard Michaels et E. W. Swackhamer, écrite par Peter S. Fischer d'après sur un roman éponyme d'Anton Myrer (en), et diffusée entre le 2 décembre 1976 et le 13 janvier 1977 sur le réseau NBC dans le bloc Best Sellers. La première et la dernière parties ont chacune une durée de deux heures, tandis que les parties intermédiaires durent une heure.
En France, elle est diffusée à partir du 14 septembre 1977 sur Antenne 2, et au Québec à partir du 2 janvier 1980 à la Télévision de Radio-Canada dans Best Sellers.

## Synopsis
Trente ans de la vie personnelle et professionnelle de deux militaires sont racontés de la fin de la première guerre mondiale au début de la guerre du Vietnam. Sam Damon est un soldat digne d'éloges alors que Courtney Massengale, lui, est tout son contraire.

## Distribution
- Sam Elliott : Sam Damon
- Cliff Potts : Courtney Massengale
- Darleen Carr : Tommy Caldwell
- Amy Irving : Emily Pawlfrey Massengale
- Glenn Ford : George Caldwell
- Ralph Bellamy : Ed Caldwell
- Dane Clark : Harry Sheppard
- Andrew Duggan : Gen. McKelvey
- Lynda Day George : Marge Krisler
- Gary Grimes : Jack Devlin
- Clu Gulager : Alvin Merrick
- Robert Hogan : Ben Krisler
- Kim Hunter : Kitty Damon
- David Huddleston : Earl Preis
- Juliet Mills : Joyce
- Andrew Stevens : Donny Damon
- Melanie Griffith : Jinny Massengale